# 8. konjeniški polk (ZDA)
Za druge 8. polke glejte 8. polk.
8. konjeniški polk (izvirno angleško 8th Cavalry Regiment) je eden izmed konjeniških polkov Kopenske vojske ZDA.